# Гайковиці
Гайковиці (пол. Gajkowice) — село в Польщі, у гміні Мощениця Пйотрковського повіту Лодзинського воєводства.
Населення — 784 особи (2011).
У 1975-1998 роках село належало до Пйотрковського воєводства.

## Демографія
Демографічна структура станом на 31 березня 2011 року:
|          | Загалом | Допрацездатний вік | Працездатний вік | Постпрацездатний вік |
| -------- | ------- | ------------------ | ---------------- | -------------------- |
| Чоловіки | 380     | 79                 | 263              | 38                   |
| Жінки    | 404     | 86                 | 224              | 94                   |
| Разом    | 784     | 165                | 487              | 132                  |